# Okres Turčianske Teplice
Okres Turčianske Teplice je jedním z okresů Slovenska. Leží v Žilinském kraji, v jeho jižní části. Na severu hraničí s okresem Martin, na jihu s okresem Žiar nad Hronom v Banskobystrickém kraji. Jeho východním sousedem je okres Banská Bystrica a západním okres Prievidza